# SN 2006cd
SN 2006cd – supernowa typu II odkryta 8 maja 2006 roku w galaktyce IC 1179. W momencie odkrycia miała maksymalną jasność 18,30m.